# Brauel
Brauel is een plaats in de Duitse gemeente Zeven, deelstaat Nedersaksen, en telt 300 inwoners.